# Abībà‛al
Abībàʿal, o anche Abibaal, (in fenicio 𐤀𐤁𐤁𐤏𐤋,  'bb'l; ossia "Baal è mio padre"; ... – X secolo a.C.) è stato un re di Biblo.
Governò probabilmente alla fine del decimo secolo a.C. e di lui ci rimane un'iscrizione in lingua fenicia.

## Biografia e regno
Fece un dono alla Signora di Biblo di una statua del faraone Sheshang I dall'Egitto in cui mise sopra il proprio nome.